# Crenicichla rosemariae
Crenicichla rosemariae é uma espécie de ciclídeo nativo da América do Sul. É encontrada na drenagem do alto rio Xingu; Rio Suiá-Missu, bacia do rio Amazonas, no Brasil. Esta espécie atinge um comprimento de 24,4 cm.
O peixe recebeu esse nome em homenagem a Rosemary Lowe-McConnell (1921-2014), que coletou o espécime-tipo.